# Хантер, Сторм
Сторм Хантер (англ. Storm Hunter, в девичестве Сандерс, англ. Sanders; род. 11 августа 1994, Рокгемптон) — австралийская теннисистка, специализирующаяся на игре в парах, бывшая первая ракетка мира в парном разряде. Победительница одного турнира Большого шлема в смешанном парном разряде (Открытый чемпионат США 2022), финалистка одного турнира Большого шлема в женском парном разряде (Уимблдонский турнир 2023), победительница восьми турниров WTA в парном разряде, финалистка Кубка Билли Джин Кинг (2022) в составе сборной Австралии.

## Биография
Родилась в 1994 году в семье военных: и отце, Майкл, и мать, Дженин, служили в ВМС Австралии. Брат Сторм, Бейден, также поступил на военную службу (в сухопутные войска). Долгое время состояла в романтических отношениях с Лахлином Хантером; свадьба состоялась в ноябре 2022 года. В дальнейшем выступала под фамилией мужа.
Теннисом заинтересовалась в 6 лет, увидев эту игру по телевизору, и попросилась учиться. Образцом для подражания для юной спортсменки стала бывшая 8-я ракетка мира Алисия Молик.

## Спортивная карьера
В 2009 году дебютировала в турнирах ITF и к 15 или 16 годам решила, что играет достаточно хорошо, чтобы в дальнейшем стать профессиональной теннисисткой. В 2011 году стала финалисткой национального первенства Австралии среди девушек до 18 лет в одиночном разряде (проиграла в финале Эшли Барти) и полуфиналисткой в парном. В том же году впервые в карьере пробилась в финал турнира ITF в парном разряде, а на следующий год сыграла свои первые матчи в квалификационных раундах турнира WTA в Хобарте и Открытого чемпионата Австралии.
В феврале и июле 2013 года завоевала первые в карьере титулы в турнирах ITF соответственно в одиночном и парном разрядах. В 2014 году впервые приглашена в сборную Австралии в Кубке Федерации (позже переименован в Кубок Билли Джин Кинг), но на корт в этом сезоне не вышла.
В 2017 году сыграла в первых за карьеру финалах турниров WTA в парном разряде, победив в Ноттингеме и проиграв в Открытом чемпионате Японии и в Гуанчжоу. Во всех трёх финалах партнёршей Сандерс была её соотечественница Моник Адамчак. В это время, однако, у Сандерс начались проблемы со спиной и плечом; позже у неё также диагностировали аутоимунное заболевание. В результате она успела сыграть лишь 4 турнира в начале 2018 года, после чего не выступала до конца сезона. Выступления в одиночном разряде австралийка возобновила только в октябре 2019 года, уже во втором турнире после возвращения на корт завоевав второй за карьеру титул в одиночном разряде в турнирах ITF.
За 2020 и 2021 годы сыграла в финалах турниров WTA в парном разряде ещё 4 раза, завоевав второй титул в Хуахине (Таиланд). В 2021 году пробилась в полуфинал Открытого чемпионата Австралии в смешанном парном разряде с Марком Полмансом, проиграв там будущим чемпионам, а затем в полуфинал Уимблдонского турнира в женских парах с американкой Кэролайн Доулхайд. В том же году впервые выступила за сборную Австралии в Кубке Билли Джин Кинг и принесла команде очки во встречах со сборными Бельгии и Беларуси. Представляла Австралию также на Олимпийских играх в Токио и дошла до четвертьфинала в паре с Эшли Барти.
В январе 2022 года пробилась в четвертьфинал Открытого чемпионата Австралии в паре с Доулхайд и впервые в карьере вошла в число 20 лучших теннисисток мира в парном разряде. После этого выиграла за сезон три турнира WTA — два категории WTA 500 и один категории WTA 1000. В Открытом чемпионате США, также в паре с Доулхайд, пробилась в полуфинал, а в миксте завоевала свой первый чемпионский титул в турнирах Большого шлема. Партнёром Сандерс в этом турнире был её соотечественник Джон Пирс. Это был первый титул австралийцев в миксте в турнирах Большого шлема с 2013 года, а в Открытом чемпионате США — первый за 21 год. В октябре Сандерс впервые в карьере вошла в топ-10 рейтинга WTA в парном разряде, а в следующем месяце вывела сборную Австралии в финал Кубка Билли Джин Кинг, выиграв одиночную и парную встречи (с Самантой Стосур) в матче против команды Великобритании. В финале австралийки уступили сборной Швейцарии.
Уже в первом турнире 2023 года, в Аделаиде, Хантер и её партнёрша чешка Катерина Синякова, посеянные под первым номером, дошли до финала. После этого в паре с Элизе Мертенс из Бельгии Хантер во второй раз подряд пробилась в четвертьфинал Открытого чемпионата Австралии. Там четвёртую сеяную пару неожиданно обыграли Марта Костюк и Елена-Габриэла Русе. За первую половину сезона Хантер сменила ещё нескольких партнёрш, в том числе сыграв в финале в Бирмингеме с Алисией Паркс и выиграв турнир WTA 125 в Реусе (Испания) с соотечественницей Эллен Перес. Однако наибольших успехов ей удалось достичь с Мертенс: они выиграли Открытый чемпионат Италии, где также были посеяны четвёртыми, и турнир WTA 500 в Гвадалахаре, а в промежутке дошли до финала Уимблдонского турнира. На этом этапе их остановили ветераны Се Шувэй и Барбора Стрыцова — чемпионки 2019 года. Стабильный сезон завершился участием Хантер и Мертенс в итоговом турнире года, разыгрываемом с участием восьми лучших пар мира. Там они проиграли в полуфинале, но 42 выигранных матча за сезон позволили Хантер, ещё не успевшей завоевать ни одного титула в женских парах на турнирах Большого шлема, в одиночку подняться на 1-ю позицию в рейтинге. Вскоре после этого австралийка объявила о восстановлении тандема с Синяковой в 2024 году.
В начале 2024 года Хантер и Синякова стали полуфиналистками Открытого чемпионата Австралии, выиграли турнир WTA 1000 в Дубае и дошли до финала турнира в Индиан-Уэлсе, где проиграли посеянным первыми Мертенс и Се Шувэй. Хантер также выиграла в паре с Мэттью Эбденом показательный турнир смешанных пар в Индиан-Уэлсе. В апреле, готовясь к матчу Кубка Билли Джин Кинг со сборной Мексики, австралийка на тренировке порвала ахиллово сухожилие и перенесла операцию по его восстановлению. Восстановление затянулось, и до конца сезона Хантер на корт не возвращалась.

## Положение в рейтинге WTA по итогам сезона
| Год              | 2011 | 2012 | 2013 | 2014 | 2015 | 2016 | 2017 | 2018 | 2019 | 2020 | 2021 | 2022 | 2023 | 2024 |
| ---------------- | ---- | ---- | ---- | ---- | ---- | ---- | ---- | ---- | ---- | ---- | ---- | ---- | ---- | ---- |
| Одиночный разряд | 725  | 721  | 242  | 323  | 371  | 293  | 676  |      | 428  | 282  | 129  | 237  | 172  | 187  |
| Парный разряд    | 432  | 545  | 280  | 262  | 242  | 134  | 68   | 1036 | 109  | 65   | 30   | 10   | 1    | 31   |

## Выступления на турнирах

### Финалы турнировWTA 125иITFв одиночном разряде (6)

#### Победы (3)
| Легенда:                    |
| --------------------------- |
| WTA 125 (0+1)*              |
| 100.000 USD (0+2)           |
| 80.000 (75.000)** USD (0)   |
| 60.000 (50.000)** USD (2+8) |
| 25.000 USD (1+3)            |
| 15.000 USD (0)              |
| 15.000 (10.000)** USD (0)   |

** призовой фонд до 2017 года
| Титулы по покрытиям | Титулы по месту проведения матчей турнира |
| ------------------- | ----------------------------------------- |
| Хард (3+8)*         | Зал (0)                                   |
| Грунт (0+5)         | Зал (0)                                   |
| Трава (0+1)         | Открытый воздух (3+14)                    |
| Ковёр (0)           | Открытый воздух (3+14)                    |

* количество побед в одиночном разряде + количество побед в парном разряде.
| №  | Дата            | Турнир               | Покрытие | Соперница в финале | Счёт    |
| 1. | 10 февраля 2013 | Лонсестон, Австралия | Хард     | Сюко Аояма         | 6-4 6-4 |
| 2. | 3 ноября 2019   | Плейфорд, Австралия  | Хард     | Лизетт Кабрера     | 6-3 6-4 |
| 3. | 5 февраля 2023  | Берни, Австралия     | Хард     | Оливия Гадецки     | 6-4 6-3 |

#### Поражения (3)
| №  | Дата            | Турнир               | Покрытие | Соперница в финале | Счёт           |
| 1. | 24 марта 2013   | Ипсуич, Австралия    | Хард     | Елена Панджич      | 5-7 6-2 2-6    |
| 2. | 4 октября 2015  | Твид-Хедс, Австралия | Хард     | Далма Галфи        | 2-6 6-3 1-6    |
| 3. | 11 февраля 2024 | Мумбаи, Индия        | Хард     | Дарья Семенистая   | 7-5 6-7(6) 2-6 |

### Финалы турниров Большого шлема в женском парном разряде (1)

#### Поражение (1)
| №  | Год  | Турнир              | Покрытие | Партнёр       | Соперники в финале        | Счёт    |
| 1. | 2023 | Уимблдонский турнир | Трава    | Элизе Мертенс | Се Шувэй Барбора Стрыцова | 5-7 4-6 |

### Финалы турнировWTAв парном разряде (17)

#### Победы (8)
| Легенда:                                     |
| -------------------------------------------- |
| Турниры Большого шлема (0+0+1)*              |
| Олимпиада (0)                                |
| Итоговый турнир WTA (0)                      |
| Premier Mandatory / WTA 1000 Mandatory (0+1) |
| Premier 5 / WTA 1000 (0+3+1)                 |
| Premier / WTA 500 (0+2)                      |
| International / WTA 250 (0+2)                |

| Титулы по покрытиям | Титулы по месту проведения матчей турнира |
| ------------------- | ----------------------------------------- |
| Хард (0+5+2)*       | Зал (0)                                   |
| Грунт (0+1)         | Зал (0)                                   |
| Трава (0+2)         | Открытый воздух (0+8+2)                   |
| Ковёр (0)           | Открытый воздух (0+8+2)                   |

* количество побед в одиночном разряде + количество побед в парном разряде + количество побед в миксте.
| №  | Дата             | Турнир                    | Покрытие | Партнёрша         | Соперницы в финале                  | Счёт                 |
| 1. | 18 июня 2017     | Ноттингем, Великобритания | Трава    | Моника Адамчак    | Лора Робсон Джоселин Рэй            | 6-4 4-6 [10-4]       |
| 2. | 16 февраля 2020  | Хуахин, Таиланд           | Хард     | Арина Родионова   | Эллен Перес Барбара Хаас            | 6-3 6-3              |
| 3. | 9 января 2022    | Аделаида, Австралия       | Хард     | Эшли Барти        | Андрея Клепач Дарья Юрак            | 6-1 6-4              |
| 4. | 19 июня 2022     | Берлин, Германия          | Трава    | Катерина Синякова | Ализе Корне Джил Тайхман            | 6-4 6-3              |
| 5. | 23 октября 2022  | Гвадалахара, Мексика      | Хард     | Луиза Стефани     | Беатрис Хаддад Майя Анна Данилина   | 7-6(4) 6-7(2) [10-8] |
| 6. | 20 мая 2023      | Рим, Италия               | Грунт    | Элизе Мертенс     | Кори Гауфф Джессика Пегула          | 6-4 6-4              |
| 7. | 23 сентября 2023 | Гвадалахара, Мексика (2)  | Хард     | Элизе Мертенс     | Габриэла Дабровски Эрин Рутлифф     | 3-6 6-2 [10-4]       |
| 8. | 24 февраля 2024  | Дубай, ОАЭ                | Хард     | Катерина Синякова | Николь Мелихар-Мартинес Эллен Перес | 6-4 6-2              |

#### Поражения (9)
| №  | Дата             | Турнир                    | Покрытие | Партнёрша         | Соперницы в финале              | Счёт              |
| 1. | 17 сентября 2017 | Токио, Япония             | Хард     | Моника Адамчак    | Сюко Аояма Ян Чжаосюань         | 0-6 6-2 [5-10]    |
| 2. | 23 сентября 2017 | Гуанчжоу, Китай           | Хард     | Моника Адамчак    | Элизе Мертенс Деми Схюрс        | 2-6 3-6           |
| 3. | 13 сентября 2020 | Стамбул, Турция           | Грунт    | Эллен Перес       | Алекса Гуарачи Дезире Кравчик   | 1-6 3-6           |
| 4. | 18 апреля 2021   | Чарлстон, США             | Грунт    | Эллен Перес       | Хейли Баптист Кэти Макнэлли     | 7-6(4) 4-6 [6-10] |
| 5. | 13 июня 2021     | Ноттингем, Великобритания | Трава    | Кэролайн Доулхайд | Людмила Киченок Макото Ниномия  | 4-6 7-6(3) [8-10] |
| 6. | 7 января 2023    | Аделаида (I), Австралия   | Хард     | Катерина Синякова | Эйжа Мухаммад Тейлор Таунсенд   | 2-6 6-7(2)        |
| 7. | 25 июня 2023     | Бирмингем, Великобритания | Трава    | Алисия Паркс      | Барбора Крейчикова Марта Костюк | 2-6 6-7(7)        |
| 8. | 16 июля 2023     | Уимблдон, Великобритания  | Трава    | Элизе Мертенс     | Се Шувэй Барбора Стрыцова       | 5-7 4-6           |
| 9. | 16 марта 2024    | Индиан-Уэлс, США          | Хард     | Катерина Синякова | Элизе Мертенс Се Шувэй          | 3-6 4-6           |

### Финалы турнировWTA 125иITFв парном разряде (22)

#### Победы (14)
| №   | Дата            | Турнир                            | Покрытие | Партнёрша        | Соперницы в финале                | Счёт           |
| 1.  | 7 июля 2013     | Сакраменто, США                   | Хард     | Наоми Броуди     | Робин Андерсон Лорен Эмбри        | 6-3 6-4        |
| 2.  | 2 февраля 2014  | Берни, Австралия                  | Хард     | Ярмила Гайдошова | Мики Миямура Эри Ходзуми          | 6-4 6-4        |
| 3.  | 13 июля 2014    | Сакраменто, США                   | Хард     | Дарья Гаврилова  | Мария Санчес Зоуи Гвен Скандалис  | 6-2 6-1        |
| 4.  | 26 июля 2015    | Гранби, Канада                    | Хард     | Джессика Мур     | Лора Робсон Эрин Рутлифф          | 7-5 6-2        |
| 5.  | 11 октября 2015 | Кэрнс, Австралия                  | Хард     | Джессика Мур     | Дженнифер Илие Эйжа Мухаммад      | 6-0 6-3        |
| 6.  | 6 ноября 2016   | Канберра, Австралия               | Хард     | Джессика Мур     | Элисон Бэй Лизетт Кабрера         | 6-3 6-4        |
| 7.  | 7 мая 2017      | Висбаден, Германия                | Грунт    | Вивиан Хайзен    | Диана Марцинкевич Ребека Масарова | 7-5 5-7 [10-8] |
| 8.  | 11 июня 2017    | Сербитон, Великобритания          | Трава    | Моника Адамчак   | Чжан Кайчжэнь Марина Эракович     | 7-5 6-4        |
| 9.  | 12 мая 2019     | Рим, Италия                       | Грунт    | Арина Родионова  | Кристина Дину Габриэла Се         | 6-2 6-3        |
| 10. | 19 мая 2019     | Ла-Бисбаль-дель-Ампурдан, Испания | Грунт    | Арина Родионова  | Далма Галфи Хеорхина Гарсия Перес | 6-4 6-4        |
| 11. | 3 ноября 2019   | Плейфорд, Австралия               | Хард     | Эйжа Мухаммад    | Нейкта Бэйнс Тереза Мигаликова    | 6-3 6-4        |
| 12. | 2 февраля 2020  | Берни, Австралия                  | Хард     | Эллен Перес      | Дезире Кравчик Эйжа Мухаммад      | 6-3 6-2        |
| 13. | 9 мая 2021      | Чарлстон, США                     | Грунт    | Кэти Макнэлли    | Мию Като Эри Ходзуми              | 7-5 4-6 [10-6] |
| 14. | 7 мая 2023      | Реус, Испания                     | Грунт    | Эллен Перес      | Алекса Гуарачи Эрин Рутлифф       | 6-1 7-6(8)     |

#### Поражения (9)
| №  | Дата             | Турнир                    | Покрытие | Партнёрша       | Соперницы в финале                      | Счёт           |
| 1. | 22 мая 2011      | Салунга-Лендисвилл, США   | Хард     | Брук Ришбит     | Никола Слейтер Сюй Цзеюй                | 5-7 3-6        |
| 2. | 29 мая 2011      | Самтер, США               | Хард     | Эбони Панохо    | Бояна Бобушич Никола Слейтер            | 6-4 5-7 [6-10] |
| 3. | 11 сентября 2011 | Алис-Спрингс, Австралия   | Хард     | Брук Ришбит     | Мария Фернанда Алвес Саманта Маррей     | 6-3 5-7 [3-10] |
| 4. | 27 ноября 2011   | Бендиго, Австралия        | Хард     | Саманта Маррей  | Стефани Бенгсон Тайра Колдервуд         | 6-2 1-6 [5-10] |
| 5. | 24 марта 2013    | Ипсуич, Австралия         | Хард     | Виктория Раичич | Варатчая Вонгтинчай Ноппаван Летчивакан | 6-4 1-6 [8-10] |
| 6. | 28 июня 2015     | Батон-Руж, США            | Хард     | Шанель Симмондс | Саманта Крофорд Эмили Харман            | 6-7(4) 1-6     |
| 7. | 19 июня 2016     | Илкли, Великобритания     | Трава    | Ан-Софи Местах  | Чжан Кайлинь Ян Чжаосюань               | 3-6 6-7(5)     |
| 8. | 10 марта 2019    | Милдьюра, Австралия       | Трава    | Оливия Роговска | Алана Парнаби Алисия Смит               | 6-4 3-6 [8-10] |
| 9. | 20 июня 2021     | Ноттингем, Великобритания | Трава    | Присцилла Хон   | Моника Никулеску Елена-Габриэла Русе    | 5-7 5-7        |

### Финалы турниров Большого шлема в смешанном парном разряде (1)

#### Победа (1)
| №  | Год  | Турнир                 | Покрытие | Партнёр   | Соперники в финале                  | Счёт           |
| 1. | 2022 | Открытый чемпионат США | Хард     | Джон Пирс | Кирстен Флипкенс Эдуар Роже-Васслен | 4-6 6-4 [10-7] |

### Финалы показательных турниров в смешанном парном разряде (1)

#### Победа (1)
| №  | Год  | Турнир           | Покрытие | Партнёр      | Соперники в финале                | Счёт    |
| 1. | 2024 | Индиан-Уэлс, США | Хард     | Мэттью Эбден | Каролин Гарсия Эдуар Роже-Васслен | 6-3 6-3 |

### Финалы командных турниров (1)

#### Поражение (1)
| №  | Год  | Турнир                | Команда                                        | Соперник в финале                                         | Счёт |
| 1. | 2022 | Кубок Билли Джин Кинг | Австралия С. Сандерс, С. Стосур, А. Томлянович | Швейцария Б. Бенчич, С. Вальтерт, В. Голубич, Дж. Тайхман | 0-2  |

## История выступлений на турнирах
По состоянию на 21 декабря 2024 года
Для того, чтобы предотвратить неразбериху и удваивание счета, информация в этой таблице корректируется только по окончании участия там данного игрока.
| Турнир                       | 2012  | 2013          | 2014          | 2015          | 2016  | 2017          | 2018          | 2019          | 2020          | 2021  | 2022          | 2023          | 2024  | Итог   | В/П за карьеру |
| ---------------------------- | ----- | ------------- | ------------- | ------------- | ----- | ------------- | ------------- | ------------- | ------------- | ----- | ------------- | ------------- | ----- | ------ | -------------- |
| Турниры Большого шлема       |       |               |               |               |       |               |               |               |               |       |               |               |       |        |                |
| Открытый чемпионат Австралии | 1Р    | 1Р            | 1Р            | 1Р            | 2Р    | 1Р            | 1Р            | -             | 1Р            | 2Р    | 1/4           | 1/4           | 1/2   | 0 / 12 | 12-12          |
| Открытый чемпионат Франции   | -     | -             | -             | -             | -     | -             | -             | 1Р            | 1Р            | 2Р    | 2Р            | 3Р            | -     | 0 / 5  | 4-5            |
| Уимблдонский турнир          | -     | -             | -             | -             | -     | 2Р            | -             | 1Р            | НП            | 1/2   | 2Р            | Ф             | -     | 0 / 5  | 10-5           |
| Открытый чемпионат США       | -     | -             | -             | -             | -     | -             | -             | -             | 1Р            | 1/4   | 1/2           | 1Р            | -     | 0 / 4  | 7-4            |
| Итог                         | 0 / 1 | 0 / 1         | 0 / 1         | 0 / 1         | 0 / 1 | 0 / 2         | 0 / 1         | 0 / 2         | 0 / 3         | 0 / 4 | 0 / 4         | 0 / 4         | 0 / 1 | 0 / 26 |                |
| В/П в сезоне                 | 0-1   | 0-1           | 0-1           | 0-1           | 1-1   | 1-2           | 0-1           | 0-2           | 0-3           | 9-4   | 9-4           | 9-4           | 4-1   |        | 33-26          |
| Олимпийские игры             |       |               |               |               |       |               |               |               |               |       |               |               |       |        |                |
| Летняя олимпиада             | -     | Не проводился | Не проводился | Не проводился | -     | Не проводился | Не проводился | Не проводился | Не проводился | 1/4   | Не проводился | Не проводился | -     | 0 / 1  | 2-1            |
| Итоговые турниры             |       |               |               |               |       |               |               |               |               |       |               |               |       |        |                |
| Итоговый турнир WTA          | -     | -             | -             | -             | -     | -             | -             | -             | НП            | -     | -             | 1/2           | -     | 0 / 1  | 3-1            |

| Турнир                       | 2014  | 2018  | 2020  | 2021  | 2022  | 2023  | 2024  | Итог   | В/П за карьеру |
| ---------------------------- | ----- | ----- | ----- | ----- | ----- | ----- | ----- | ------ | -------------- |
| Турниры Большого шлема       |       |       |       |       |       |       |       |        |                |
| Открытый чемпионат Австралии | 1P    | 1/4   | 1P    | 1/2   | 1P    | 1P    | 2P    | 0 / 7  | 6-7            |
| Открытый чемпионат Франции   | -     | -     | НП    | -     | 2P    | 2P    | -     | 0 / 2  | 2-2            |
| Уимблдонский турнир          | -     | -     | НП    | -     | 1P    | 1P    | -     | 0 / 2  | 0-2            |
| Открытый чемпионат США       | -     | -     | НП    | 1P    | П     | 1P    | -     | 1 / 3  | 5-2            |
| Итог                         | 0 / 1 | 0 / 1 | 0 / 1 | 0 / 2 | 1 / 4 | 0 / 4 | 0 / 1 | 1 / 14 |                |
| В/П в сезоне                 | 0-1   | 2-1   | 0-1   | 3-2   | 6-3   | 1-4   | 1-1   |        | 13-13          |